# Дунум
Дунум (нем. Dunum) — община в Германии, в земле Нижняя Саксония.
Входит в состав района Виттмунд. Подчиняется управлению Эзенс. Население составляет 1140 человек (на 31 декабря 2010 года). Занимает площадь 26,83 км².
| Год  | Население |
| ---- | --------- |
| 1990 | 1238      |
| 1995 | 1162      |
| 2000 | 1156      |
| 2005 | 1115      |
| 2010 | 1124      |